# La Grande Séduction à l'anglaise
Pour plus de détails, voir Fiche technique et Distribution.
La Grande Séduction à l'anglaise (The Grand Seduction) est un film canadien de Don McKellar sorti en 2013. 
Il s'agit du remake anglophone du film québécois La Grande Séduction de Jean-François Pouliot, sorti dix ans auparavant.

## Synopsis
L'action de La Grande Séduction est transposée dans un village similaire de Terre-Neuve.

## Fiche technique
- Titre : La Grande Séduction à l'anglaise
- Titre original : The Grand Seduction
- Réalisation : Don McKellar
- Scénario : Ken Scott et Michael Dowse, adapté du scénario de Ken Scott pour La Grande Séduction
- Photographie : Douglas Koch
- Montage : Dominique Fortin
- Production : Roger Frappier et Barbara Doran
- Format : couleurs - 1,85:1 - 35 mm
- Durée : 113 minutes
- Langue originale : anglais
- Date de sortie : Canada : 8 septembre 2013 (festival international du film de Toronto), 30 mai 2014 (sortie nationale)

## Distribution
- Brendan Gleeson (VQ : Alain Zouvi) : Murray French
- Taylor Kitsch (VQ : Xavier Dolan) : Dr Lewis
- Liane Balaban (VQ : Magalie Lépine-Blondeau) : Kathleen
- Gordon Pinsent (VQ : Benoit Rousseau) : Simon
- Cathy Jones (VQ : Hélène Mondoux) : Barbara French

Source VQ

## Autour du film
- Outre le scénariste commun, le film est produit par le même producteur que La Grande Séduction, Roger Frappier, et dispose du même monteur, Dominique Fortin.
- La même histoire est transposée dans un village pyrénéen dans le remake français de Stéphane Meunier, Un village presque parfait, sorti en 2015, avec Didier Bourdon et Lorànt Deutsch.